# Hjördis Lindblad
Hjördis Hulda Ragnhild Gunilla Lindblad, född 21 mars 1909 i Kristianstad, död 16 december 1971 i Stockholm, var en svensk målare. 
Hon var dotter till postassistenten Osvald Rosenquist och Ragnhild Engström och gift 1930–1937 med kyrkoherden Gustav Lindblad. Hon studerade vid Isaac Grünewalds och Otte Skölds målarskolor i Stockholm samt vid Académie de la Grande Chaumière i Paris 1948 samt under självstudier i Danmark, Spanien och Italien. Hon var en av deltagarna i Marcel Manequins litografikurs i Stockholm 1952. Hon medverkade i utställningar på Eskilstuna konstmuseum, Hudiksvalls museum, Norrköping och med Folkrörelsern konstfrämjandets utställningar under flera år. Hennes konst består av stilleben, tjurfäktningsmotiv, franska gatumotiv och landskap från Skåne och Jylland i en impressionistisk stil. Lindblad är representerad vid Moderna museet, Folkets hus i Falkenberg och Stiftelsen Tomelilla konstsamling. Hon är begravd på Sankt Olofs gamla kyrkogård i Skåne.